# 克拉克Y翼型

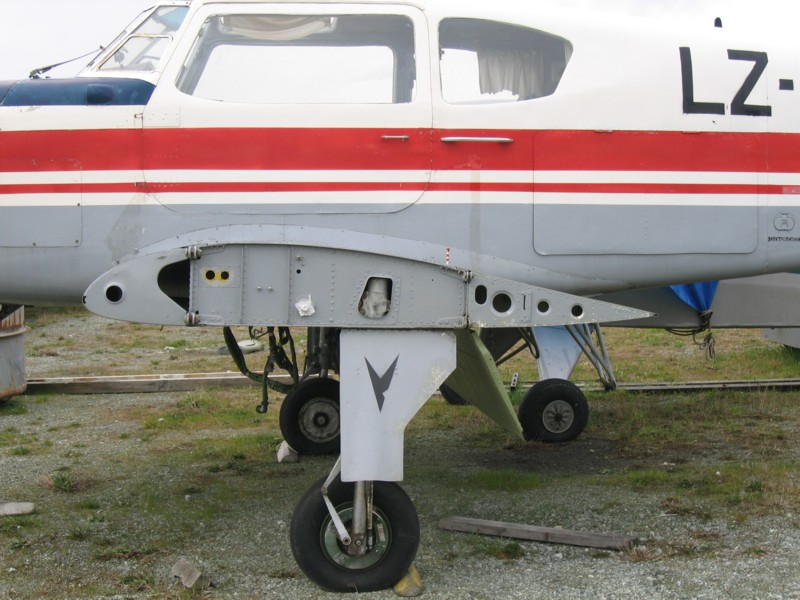
克拉克Y翼型

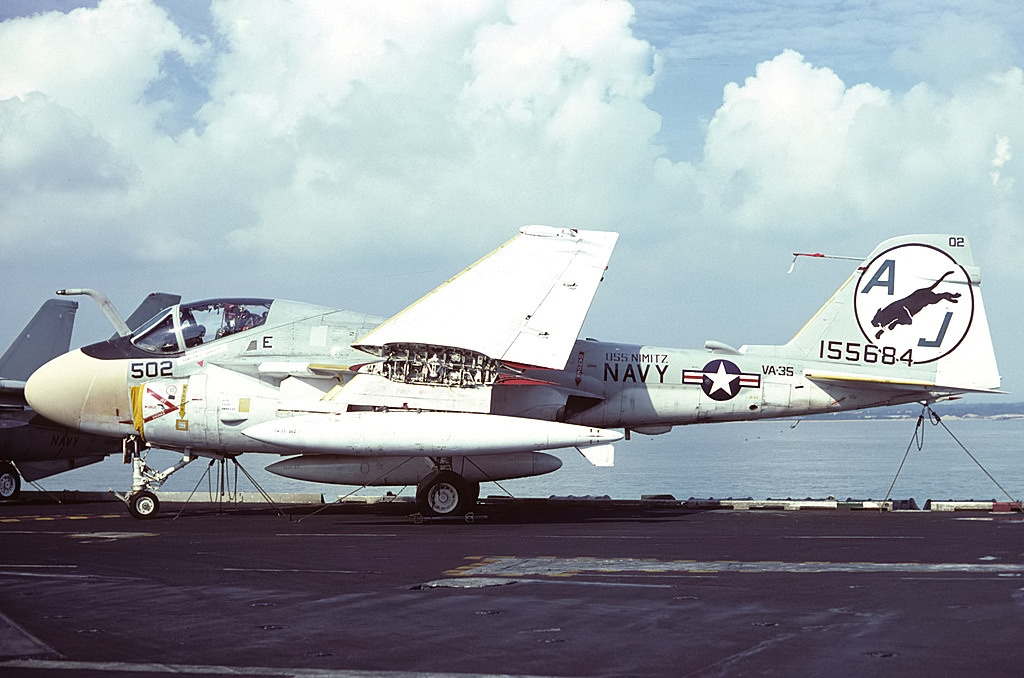
A-6入侵者攻擊機的機翼採用了克拉克Y翼型

克拉克Y翼型（英文:Clark Y）是一款经典的翼型，最大厚度11.7%，位于弦長28%處。最大弯度3.4%，位于42%弦长处。
1917年，德国哥廷根大学建成了一座能够以实际飞行的来流速度开展全尺寸翼型试验的风洞。通过大量试验，研究人员发现厚翼型较大的前缘半径可以获得更大的失速迎角，因此在失速前可产生比薄翼型更大的升力，据此推翻了“厚翼型阻力必然大于薄翼型”这一观点。 在后续研究中，诞生了著名的以“哥廷根”命名的系列翼型（如Göttingen398翼型与Göttingen387翼型）。1922年，V.E.克拉克对Göttingen398翼型进行了尝试性优化，成功得到了著名的Clark Y翼型，该翼型在当时成为了最受欢迎的翼型。